# Keitaro Ono
Keitaro Ono (jap. 大野恵太郎 Ono Keitaro; ur. 10 sierpnia 2000) – japoński zapaśnik walczący w stylu wolnym. Szósty w Pucharze Świata w 2022 roku.